# Haute-Garonne
Haute-Garonne ([ot ɡaʁɔn]?, dansk: ~ Øvre Garonne)) er et fransk departement i regionen Occitanie. Haute-Garonne er opkaldt efter Garonne floden. Hovedbyen er Toulouse, og departementet havde 1.234.241(2009) indbyggere.
Der er 3 arrondissementer, 27 kantoner og 588 kommuner i Haute-Garonne.